# 伊号第三百六十五潜水艦
| 画像をアップロード |                                                                     |
| 艦歴               |                                                                     |
| 計画               | 昭和18年度計画（改⑤計画）                                           |
| 起工               | 1943年5月15日                                                       |
| 進水               | 1943年12月17日                                                      |
| 就役               | 1944年8月1日                                                        |
| その後             | 1944年11月28日戦没                                                  |
| 除籍               | 1945年3月10日                                                       |
| 性能諸元           |                                                                     |
| 排水量             | 基準1,440t、常備1,779t 水中2,215t                                   |
| 全長               | 73.50m                                                              |
| 全幅               | 8.90m                                                               |
| 吃水               | 4.76m                                                               |
| 機関               | 艦本式23号乙8型ディーゼル2基2軸 水上：1,850馬力 水中：1,200馬力     |
| 速力               | 水上：13.0kt 水中：6.5kt                                            |
| 航続距離           | 水上：10ktで5,000海里 水中：3ktで120海里                            |
| 燃料               | 重油：282トン                                                       |
| 乗員               | 55名                                                                |
| 兵装               | 40口径14cm単装砲1門 25mm単装機銃2挺 53cm魚雷発射管 艦首2門、魚雷2本 |
| 備考               | 安全潜航深度：75m 物資搭載量：艦内65トン、艦外20トン                |

伊号第三百六十五潜水艦（いごうだいさんびゃくろくじゅうごせんすいかん）は、大日本帝国海軍の潜水艦。伊三百六十一型潜水艦の5番艦。トラックへの輸送任務の帰路に戦没。以下、艦名は「伊365潜」と略記する。

## 艦歴
1942年の改⑤計画第5465号艦。1943年5月15日、横須賀海軍工廠にて起工。同年12月17日に進水。1944年8月1日、竣工横須賀鎮守府籍。同日、第十一潜水戦隊に編入。
9月30日、第七潜水戦隊に編入。
11月1日、横須賀を発し、トラックへの輸送任務に従事。11月15日、トラック着。揚陸物件は不詳。「伊365潜」はトラックで搭乗員や整備員などを収容した。その中には小田喜一飛曹長などがいた。「伊365潜」は11月16日にトラックを発したが、11月25日の連絡を最後に消息不明となった。「伊365潜」は11月28日に東京湾南方でアメリカ潜水艦「スキャバードフィッシュ」によって撃沈された。「スキャバードフィッシュ」は生存者1名（佐々木という）を救助した。
12月10日、小笠原で喪失と認定される。1945年3月10日、除籍。

## 歴代艦長

### 艦長
1. 中村元夫 少佐：1944年8月1日 - 11月28日戦死[9] 父・中村亀三郎